# Puszczyn (województwo zachodniopomorskie)
Puszczyn – kolonia w Polsce położona w województwie zachodniopomorskim, w powiecie choszczeńskim, w gminie Pełczyce. W latach 1975–1998 miejscowość administracyjnie należała do województwa gorzowskiego. W roku 2007 kolonia liczyła 10 mieszkańców. Kolonia wchodzi w skład sołectwa Boguszyny.

## Geografia
Kolonia leży ok. 2,5 km na wschód od Boguszyn. 